# Carol Burnett Award
Le Carol Burnett Award est un prix d'honneur des Golden Globes. Comme pour le Cecil B. DeMille Award pour le cinéma, la Hollywood Foreign Press Association décerne cette récompense en l'honneur d'un artiste de télévision ; pour l'ensemble de ses contributions et pour son impact auprès des téléspectateurs ou de l'industrie télévisuelle.
Il fut présenté pour la première fois à la 76e cérémonie des Golden Globes, en janvier 2019, et doit son nom à l'actrice Carol Burnett qui en est la première récipiendaire.

## Récipiendaires
| Année | Image                 | Nom             | Nationalité  | Description | Ref.  |
| ----- | --------------------- | --------------- | ------------ | --- | ----- |
| 2019  | Carol Burnett, 2014   | Carol Burnett   | USA          | Steve Carell remet la récompense qui porte son nom et célèbre une icône de la télévision américaine. Elle est alors la personne la plus récompensée de la catégorie télévision des Golden globes, avec 6 récompenses sur les 17 nominations. | [ 1 ] |
| 2020  | Ellen DeGeneres, 2011 | Ellen DeGeneres | USA          | Kate McKinnon remet la récompense à DeGeneres, célébrant 25 années de succès à la télévision, la joie qu'elle transmet comme les sujets qu'elle porte.                                                                                       | [ 2 ] |
| 2021  | Ellen DeGeneres, 2017 | Norman Lear     | USA          | Amy Poehler, qui coprésente la cérémonie avec Tina Fey, remet la récompense à Lear. | [ 3 ] |
| 2022  | Non décerné,          | Non décerné,    | Non décerné, | Non décerné, | [ 5 ] |
| 2023  |                       | Ryan Murphy     | USA          | Scénariste, réalisateur, producteur. Le prix est remis par Billy Porter. | [ 6 ] |